# Leiosella caliculata
Leiosella caliculata är en svampdjursart som beskrevs av Lendenfeld 1889. Leiosella caliculata ingår i släktet Leiosella och familjen Spongiidae. Inga underarter finns listade i Catalogue of Life.